# Andorrská fotbalová reprezentace
Andorrská fotbalová reprezentace reprezentuje Andorru na mezinárodních fotbalových akcích, jako je mistrovství světa nebo mistrovství Evropy, přesněji v kvalifikacích na tyto akce. Na žádné mistrovství světa či Evropy se nikdy nekvalifikovala a pokaždé skončila na posledním místě ve své kvalifikační skupině až do kvalifikace na Mistrovství Evropy 2020 kde ve skupině H skončili na 5. místě před Moldavskem se 4 body (výhra nad Moldavskem 1:0 a remíza s Albánií 2:2) a skóre 3:20. Za celou svou historii vyhrála pouze ve třech kvalifikačních zápasech:
- 13. října 2004 proti Makedonii (1:0) v kvalifikaci na MS 2006
- 9. června 2017 proti Maďarsku (1:0) v kvalifikaci na MS 2018[4][5]
- 11. října 2019 proti Moldavsku (1:0) v kvalifikaci na ME 2020

## Mistrovství světa
| Rok    | Účast                                           | Soupisky |
| ------ | ----------------------------------------------- | -------- |
| 1930   | Ne                                              | –        |
| 1934   | Ne                                              | –        |
| 1938   | Ne                                              | –        |
| 1950   | Ne                                              | –        |
| 1954   | Ne                                              | –        |
| 1958   | Ne                                              | –        |
| 1962   | Ne                                              | –        |
| 1966   | Ne                                              | –        |
| 1970   | Ne                                              | –        |
| 1974   | Ne                                              | –        |
| 1978   | Ne                                              | –        |
| 1982   | Ne                                              | –        |
| 1986   | Ne                                              | –        |
| 1990   | Ne                                              | –        |
| 1994   | Ne                                              | –        |
| 1998   | Ne                                              | –        |
| 2002   | Nepostoupili z kvalifikace                      | –        |
| 2006   | Nepostoupili z kvalifikace                      | –        |
| 2010   | Nepostoupili z kvalifikace                      | –        |
| 2014   | Nepostoupili z kvalifikace                      | –        |
| 2018   | Nepostoupili z kvalifikace                      | –        |
| 2022   | Nepostoupili z kvalifikace                      | –        |
| Celkem | Účast – 0× Zlato – 0×, Stříbro – 0×, Bronz – 0× |          |

## Mistrovství Evropy
| Rok     | Účast                                           | Soupisky |
| ------- | ----------------------------------------------- | -------- |
| 1960    | Ne                                              | –        |
| 1964    | Ne                                              | –        |
| 1968    | Ne                                              | –        |
| 1972    | Ne                                              | –        |
| 1976    | Ne                                              | –        |
| 1980    | Ne                                              | –        |
| 1984    | Ne                                              | –        |
| 1988    | Ne                                              | –        |
| 1992    | Ne                                              | –        |
| 1996    | Ne                                              | –        |
| 2000    | Nepostoupili z kvalifikace                      | –        |
| 2004    | Nepostoupili z kvalifikace                      | –        |
| 2008    | Nepostoupili z kvalifikace                      | –        |
| 2012    | Nepostoupili z kvalifikace                      | –        |
| 2016    | Nepostoupili z kvalifikace                      | –        |
| ME 2020 | Nepostoupili z kvalifikace                      | –        |
| 2024    | Nepostoupili z kvalifikace                      | –        |
| Celkem  | Účast – 0× Zlato – 0×, Stříbro – 0×, Bronz – 0× |          |